# Herina canadensis
Herina canadensis är en tvåvingeart som först beskrevs av Johnson 1902.  Herina canadensis ingår i släktet Herina och familjen fläckflugor. Inga underarter finns listade i Catalogue of Life.